# Acantholyctus cornifrons
Acantholyctus cornifrons är en skalbaggsart som först beskrevs av Pierre Lesne 1898.  Acantholyctus cornifrons ingår i släktet Acantholyctus och familjen kapuschongbaggar. Inga underarter finns listade i Catalogue of Life.